# Televisión Nacional de Chile Red Aysén
La red de estaciones de Televisión Nacional de Chile en la región de Aysén fue un sistema de interconexión de repetidoras del canal estatal, que operó entre 1971 y 1991 de manera independiente a la señal principal que era emitida entre Arica y Chiloé.

## Historia
Los orígenes de Televisión Nacional de Chile (TVN) en Aysén se remontan a la instalación del canal 8, la primera estación televisiva en Coyhaique, el 21 de mayo de 1971, con un transmisor de 50 watts y una potencia de 80 watts. Sus estudios se ubicaban frente a la Plaza de Armas de la ciudad, en el sitio que actualmente ocupa el edificio del Ministerio de Obras Públicas, y su primer director fue Amado Alfaro, quien junto a otros 12 profesionales conformaba el equipo humano de la estación. El primer locutor de Canal 8 fue Óscar Real Hermosilla, quien en la transmisión inaugural del 21 de mayo de 1971 presentó una intervención grabada del presidente Salvador Allende.
En junio de 1974 se iniciaron las transmisiones de la estación de TVN en la ciudad de Puerto Aysén a través del canal 10 con un transmisor de 50 watts y una potencia de 300 watts; debido a limitaciones geográficas, esta también era una estación independiente que no se encontraba conectada a la de Coyhaique. El 27 de mayo de 1979 se logró interconectar ambas estaciones gracias a que Entel Chile instaló un enlace de microondas entre ambas ciudades, conformándose lo que se denominó una «micro-red regional» de TVN.
El 28 de mayo de 1978 llegaron a Coyhaique los primeros equipos para iniciar las transmisiones en color de la señal local de TVN: dos equipos de videocasete, un corrector de base de tiempo y generador de sincronismo, y un osciloscopio, entre otros. El 4 de junio del mismo año se iniciaron oficialmente las emisiones en color de TVN en Aysén con la transmisión de un partido de la Copa Mundial de Fútbol realizada en Argentina. Hacia 1979 el director del Canal 8 de Coyhaique era Luis Otaíza Carreño, y entre 1980 y 1981 se construyó un estudio con 2 cámaras para la estación.
Hacia 1981 la micro-red regional de TVN en Aysén inauguró una nueva estación en Chile Chico, a través del canal 7 y con una potencia de 25 watts. Además de emitir la programación de TVN originada desde Santiago con algunos días o semanas de retraso, la micro-red regional en Aysén producía un informativo propio denominado Panorama de Aysén, que era emitido antes de 60 minutos. También realizó durante los años 1980 diferentes ediciones del concurso Telebingo, versión televisada de un bingo y organizado por diferentes agrupaciones sociales (como por ejemplo CEMA Chile), que también era realizado por otras estaciones, como por ejemplo el Canal 6 de Punta Arenas.
Entre 1984 y 1986 Aysén comenzó a recibir en directo la programación de TVN vía satélite, con lo que finalizaron las emisiones en diferido. Las oficinas de la micro-red regional de TVN en Aysén cerraron en 1991.